# Juan Cuenca
Juan Cuenca Montilla (Puente Genil, 1934) es un arquitecto y escultor español, cofundador del histórico grupo de artistas «equipo 57». Premio Nacional de Diseño y Medalla de Oro de las Bellas Artes. 

## Biografía
Juan Cuenca con tan solo ocho años de edad se traslada junto con su familia a Córdoba y desde este momento residirá en esta ciudad. Sus estudios sobre arquitectura comienzan en Madrid, ya que aún no se había creado la Escuela de Arquitectura de Sevilla. Es aquí, en Madrid, en la Escuela Superior de Arquitectura, donde ingresará durante cuatro años y ampliará sus conocimientos durante cinco años más. En este periodo de formación se casará, tendrá su primer hijo e incluso comenzará a realizar sus primeros trabajos. 

## Obra arquitectónica

### Equipo 57
El verano de 1957 fundó junto con una serie de artistas el llamado Equipo 57 y realizarán un viaje a Dinamarca que les ocupará hasta mayo del año 1958. Este grupo se componía por Agustín Ibarrola, Ángel Duarte, José Duarte, Juan Serrano. Se caracterizó por seguir unos principios racionales en los que tratar una serie de ideas puestas en común para realizar una serie de obras, tanto de escultura como de pintura, colectivas y sin firmar. Al volver a España terminará su carrera como arquitecto en el año 1963 y el grupo se habrá extinguido.

### Desarrollo profesional
Juan Cuenca Montilla ejercerá toda su carrera en Córdoba y sus primeros trabajos estarán destinados, en su gran mayoría, a particulares. Con la llegada de la democracia se tendrá un mayor acceso a las obras de carácter público. Entre las influencias de la obra de Juan Cuenca Montilla debemos señalar la arquitectura orgánica, así como modelos nórdicos con su mayor exponente en Alvar Aalto. De este tipo de arquitectura toma una expresión y un discurso más irracional, aunque no debemos obviar que debido a su formación más racionalista encontremos en sus obras discursos en cuanto a las formas del arquitecto Mies Van der Rohe, Gropius o Le Corbusier. Por tanto, en la obra de Juan Cuenca Montilla podemos observar cómo se realiza una conjunción entre lo orgánico, más irracional, y los parámetros más racionalistas. 
Las obras de sus últimos años están más en consonancia con el pasado histórico de la ciudad de Córdoba, herencia de la que hace gala en intervenciones tan importantes como pueden ser la del puente romano, la torre de la Calahorra o la plaza de la Corredera. En todas estas intervenciones históricas podemos ver como la arquitectura nos habla del espacio histórico en consonancia con su función en la sociedad contemporánea. Juan Cuenca en estas obras no quiere reinterpretar ni cambiar lo histórico, sino que intentará dar una nueva visión en la que la arquitectura contemporánea y la arquitectura más histórica se combinen para dar respuesta tanto a la continuidad de ese legado histórico, como a los nuevos usos de la arquitectura del pasado. En estas intervenciones Juan Cuenca Montilla utilizará los materiales que mejor respondan a todas estas cuestiones, sin preocupación porque estos sean de procedencia cordobesa o porque tengan una conjunción con el pasado. Su arquitectura promoverá lo contemporáneo en conjunción con lo pasado, aunque los materiales utilizados sean predominantemente contemporáneos, ya que nos ofrecerán una mayor comodidad para los nuevos usos que se den de estos edificios históricos.

## Obra plástica
Entre otras exposiciones a lo largo de su extensa trayectoria, se presenta en Madrid en el año  2014 una exposición individual de sus esculturas, en la galería Freijo en Madrid, titulada tensión/forma, donde se muestra su obra plástica. El 9 de septiembre de 2016, se inauguró una retrospectiva, comisariada por Angustias Freijo, en la sala Vimcorsa de Córdoba, que recoge su obra de arte, arquitectura y diseño de muebles. Se han llevado a cabo tres exposiciones individuales en esta galería de Madrid dedicadas a su versátil y polifacética producción artística. En el año 2018, realiza otra exposición individual en la misma Galería Freijo de Madrid titulada Shapes. Arte y método.
El director de cine Álvaro Giménez Sarmiento, realiza en el año 2016, un documental sobre Juan Cuenca titulado Del plano al espacio a raíz de su exposición retrospectiva en la sala Vimcorsa de Córdoba. Mediante un  recorrido por su obra, en este se recogen testimonios del artista en los que manifiesta la relación entre su obra plástica y su obra arquitectónica siempre recurriendo a la utilización de lenguajes y recursos  contemporáneos.
Su obra se encuentra en colecciones privadas y forma parte de la Fundación CIFO en Miami, EE. UU.

## Actuaciones en la provincia de Córdoba
Entre sus actuaciones en el patrimonio histórico cordobés destacan la recuperación del nivel del plano de la plaza de la Corredera, la restauración y rehabilitación del Museo Paleobotánico del Molino de la Alegría, del Museo del Vino del Alhorí de Montilla y del Molino de San Antonio, y la consolidación y restauración de la ciudad califal de Medina Azahara. Cuenca ha construido asimismo significativas edificaciones urbanas como la estación de autobuses de Córdoba, proyecto que codirigió junto a César Portela y por el que mereció el Premio Nacional de Arquitectura, o la estación de autobuses de la plaza de Armas de Sevilla. En el año 2005 es el arquitecto encargado por parte de la Consejería de Cultura de la Junta de Andalucía en la rehabilitación de la puerta del Puente, el puente romano y la torre de la Calahorra, así como la creación del Centro de Recepción de Visitantes, obra bastante cuestionada y a la que él define como un mero prisma, que quiere ser neutro tanto en color como en geometría. En todas estas intervenciones el carácter histórico del edificio ni gana ni pierde, simplemente continua, se intenta recuperar lo que anteriormente se había tapado.

## Premios y distinciones
Ha sido galardonado con el Premio de Arquitectura "Félix Hernández" del Colegio de Arquitectos de Córdoba por la construcción de un edificio de viviendas en la calle General Villegas y por el polideportivo de Baena, y con el Premio de Arquitectura del Colegio de Arquitectos de Andalucía Occidental por el edificio del Ayuntamiento de Baena. En 1962 recibirá el primer Premio Nacional de Diseño Mobiliario del Ministerio de la Vivienda, en 1993 la Medalla de Oro al Mérito de las Bellas Artes y en 1999 un Premio de gran prestigio como es el Premio Pablo Ruiz Picasso, otorgado por la Consejería de Cultura de la Junta de Andalucía.